# MervalBets
MervalBets, también conocido como r/MervalBets, es un subreddit argentino lanzado por WallstreetBets. Donde los participantes discuten el comercio de acciones y opciones. Se ha vuelto conocido el grupo por ser de naturaleza profana, estrategias agresivas y su papel en la venta en corto en Gamestop que causó pérdidas en fondos de inversiones estadounidenses superando los 70 mil millones de dólares a principios de 2021. El grupo MervalBets se hizo conocido por las pociones en el índice bursátil argentino. El grupo llegó a operar 250 millones en una rueda bursátil.

## Resumen
Este subreddit se describe con el lema "si 4chan hubiera encontrado una terminal Bloomberg", es conocido por sus agresivas estrategias comerciales, que se centran en el comercio de opciones altamente especulativas y con apalancamiento. Los miembros de este subreddit son en gran parte jóvenes inversores aficionados, sin una noción particular de prácticas de inversión y gestión de riesgos. Su actividad se asemeja a las apuestas. La popularidad de los brokers gratuitos y las aplicaciones comerciales en línea han contribuido potencialmente al crecimiento de estas tendencias comerciales. Los miembros de las comunidades a menudo ven el trading intradía de alto riesgo como una oportunidad para mejorar rápidamente sus condiciones financieras y obtener ingresos adicionales. Algunos de los miembros tienden a usar capital prestado, como préstamos para estudiantes, para apostar por ciertas "acciones de memes" que muestran popularidad dentro de la comunidad.

## Caso GameStop
El 22 de enero los usuarios de WallStreetBets inician un apretón en cortos de las acciones de GameStop, empujándolas significativamente al alza. Esto se produce poco después de una declaración de Andrew Left, director del fondo Citron Research, que predice que el valor de las acciones disminuiría. En contra de su pronóstico, el 26 de enero, la acción sube en más de un 600% y su alta volatilidad hace que la negociación se detenga varias veces. Otro fondo de cobertura, Melvin Capital, se ve obligado a pedir 2750 millones de dólares a otros grupos privados para cubrir sus pérdidas en acciones de Gamestop.